# Љубомир Павићевић Фис
Љубомир Павићевић Фис (Вишеград, 1927 — Београд, 2015) био је српски графички и индустријски дизајнер. Према београдском Музеју примењене уметности, он је први и најпознатији српски дизајнер.

## Биографија
Љубомир Павићевић је рођен 1927. године у Вишеграду. Дизајном је почео да се бави 1953. године. Радио је за бројне југословенске и иностране фабрике, фирме и институције, а његови пројекти реализовани су у стотинама хиљада копија. Један од његових значајних дизајна био је амблем за Unispace 82 конференцију Уједињених нација.
Он је био један од оснивача, професор, шеф Катедре за амбалажу и председник Експертског конзорцијума београдске Школе за дизајн, а и гостујући професор на Факултету примењених уметности. Поред тога, био је члан УЛУПУДС-а још од његовог оснивања 1953. године, као и члан још неколико међународних професионалних удружења.
Учествовао је на Интернационалном симпозијуму амбалажног дизајна у Загребу 1962. године, Конгресу Међународног савета удружења индустријског дизајна у Шпанији 1971. године, као и на великом броју мањих стручних скупова широм бивше Југославије.

## Изложбе

### Самосталне изложбе
- 1970. Соло изложба графичког и индустријског дизајна Designed by Fis 1961—68, Београд
- 2008. Соло ретроспективна егзибиција Пола века Фисовог дизајна, МПУ, Београд

## Награде
- 1960. Годишња награда УЛУПУДС-а, Београд
- 1961. Плакета УЛУПУДС-а за истакнуто уметничко дело
- 1961. Октобарска награда Града Београда
- 1961. Југословенски ОСКАР за дизајн амбалаже
- 1962. Велика награда на југословенској изложби Визуeлне комуникације
- 1965. Годишња награда УЛУПУДС-а, Београд
- 1965. Прва награда за дизајн на југословенској изложби ЕКОПРОП
- 1971. Годишња награда УЛУПУДС-а, Београд
- 1972. Плакета мајског салона — Експеримент 4, Београд
- 1973. Плакета мајског салона — Експеримент 5, Београд
- 1974. Годишња награда УЛУПУДС-а, Београд
- 1975. Годишња награда УЛУПУДС-а, Београд
- 1976. Плакета и диплома 8. мајске изложбе УЛУПУДС-а
- 1978. Плакета УЛУПУДС-а за истакнуто уметничко дело
- 1979. Диплома са плакетом за допринос уметничкој и организационој афирмацији УЛУПУДС-а
- 1982. Статус истакнутог уметника УЛУПУДС-а
- 1993. Повеља београдске Школе за дизајн за изузетне заслуге и допринос у конституисању и остваривању резултата у првим годинама школе
- 1998. Награда за животно остварење УЛУПУДС-а
- 2008. Посебна захвалница Владе Републике Србије за највиши допринос националној култури Србије.